# Open Knowledge Base Connectivity
Die Open Knowledge Base Connectivity (OKBC) ist ein Protokoll zum Zugriff auf Wissensdatenbanken (Knowledge Base), die in Knowledge Representation Systems (KRS) gespeichert sind. OKBC ist also eine allgemeine Schnittstelle auf Ontologien, ähnlich wie ein ODBC-Treiber Zugriff auf verschiedene Datenbanken ermöglicht.